# República de l'Altai
La República de l'Altai (/ˈæltaɪ/; Altay; Алтай Республика, kazakh: Алтай Республикасы; rus: Респу́блика Алта́й, IPA: [rʲɪˈspublʲɪkə ɐlˈtaj] ), també coneguda com a República de Gorno-Altai, és una república de Rússia situada al sud de Sibèria. Forma part del Districte Federal de Sibèria, i cobreix una àrea de 92,903 kilòmetres quadrats; amb una població de 210.924 habitants. És la república menys poblada de Rússia i el subjecte federal menys poblat del Districte Federal de Sibèria. Gorno-Altaisk és la capital i la ciutat més gran de la república.
La República d'Altai és una de les repúbliques ètniques de Rússia, que representa principalment el poble indígena Altai, un grup ètnic turquic que forma el 37% de la població de la república, mentre que els russos són majoria amb el 54% i amb poblacions minoritàries de kazakhs, i altres ètnies dels països de l'Àsia central i alemanys. Les llengües oficials de la República d'Altai són el rus i l'Altai. El kazakh és oficial a les zones d'assentament compacte dels seus parlants.

## Història

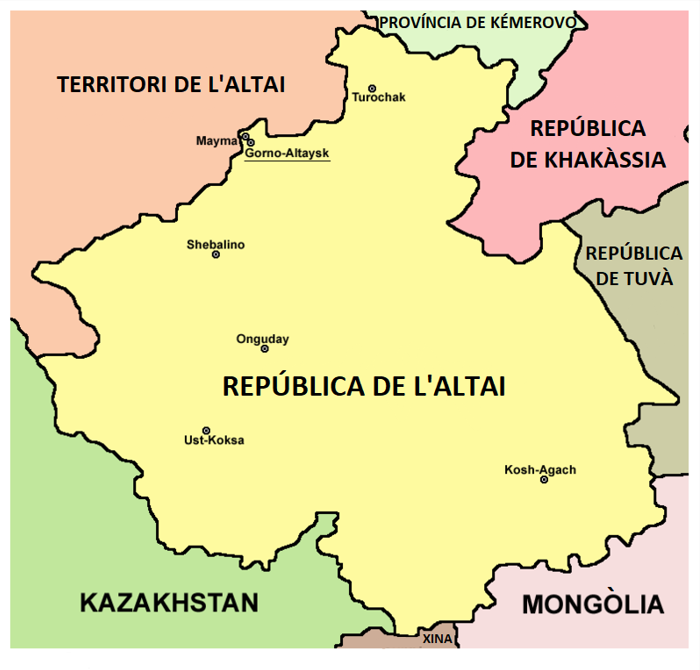
Mapa de la República de l'Altai

El territori fou habitat des del Paleolític, com ho mostren les troballes descobertes a Ulalinka i U-Kan, i alguns creuen que és la llar d'origen de la cultura turca, tal com ho suggereixen les cultures d'Afanasiova (2700-1700 aC) i Andronova (1700-1200 aC). Durant els segles III-I aC va romandre sota la influència de les hordes dels gunnes del Nord de Mongòlia, i dels segles II al IV els syanbiy, que passaren a ser subjugats pels zuzan fins al 552. També fou travessat pels huns i uigurs, tribus turques, kirguisos del Ienissei, karakitais i mongols d'Orkhon. Sembla que es van formar de la unió de les tribus turques Tele i Tüküi amb un substrat de nenets, khantis i kets.
En el segle VII formà part dels diferents imperis turcs en constant enfrontament amb els xinesos, que foren derrotats per Ilteres Khan el 682, dels iugurs el 745 i dels kirguisos el 840. A tots ells els pagaren tribut en metall. En el segle X passaren a formar part de l'imperi turc Khitan o Karakitai, qui hi va construir un bon sistema d'irrigació i transport. Els primers mongols establerts al territori foren els naimans, i els imposaren tribut en el segle xi.
En el segle xiii formaren part de l'Imperi Mongol de Genguis Kan, com a part de diverses federacions feudals dins l'ulus de Juchi i de l'Horda Blanca, que passarà al kanat de Sibir, però el territori era escassament poblat. Els altaics vivien de la ramaderia nòmada, de la cacera i de recollir fruits secs. Hi predominen les relacions de caràcter feudal-patriarcal. Les classes dirigents eren els zaisans (nobles feudals), bais (propietaris de terres, ramaders i comerciants) i xamans (líders religiosos). La seva religió era el burhanisme (adoraven al déu Burhan), xamanisme amb elements lamaistes presos dels calmucs, mantinguda fins a començaments del segle xx. Emfatitza la mítica figura d'Oirot Khan.
En el segle xv van caure sota l'òrbita dels oirats o mongols orientals, més tard anomenats jungars, que van mantenir fins al segle xviii.
Quan els russos colonitzaren Sibèria, els ramaders altaics foren gradualment subjectes a Rússia, com ja ho foren els kumandins el 1628. Aquest procés s'intensificà després del començament de la devastadora guerra del 1755 entre es manxús de la Xina i els mongols de Jungària, dels quals els altaics en formaven part. Per salvar-se de l'extermini, demanaren protecció a Rússia, petició que fou garantida el 1756 quan el kanat dels calmucs fou destruït. La totalitat de les muntanyes Altai, però, no foren incorporades fins al 1866.
Els viatgers que travessaren el país en el segle xviii els anomenaren Calmucs Blancs, Calmucs de les Muntanyes o Altaics; els confonien sovint amb els calmucs pel semblant dels costums. En el segle xix foren anomenats també Tàtars de la Taiga o de Kuznets, però des del 1840 s'imposaria el d'Altai-kizhi (poble d'Altai), esmenat per primer cop per P. Chikhachev. Radlov els investigaria del 1859 al 1871. Però fins al 1947 seran anomenats oirats.
Com a conseqüència, fins a finals del segle xix no tenien prou clara la seva identitat nacional, ni tan sols un territori ètnic definit, ja que no tenien prou clar que els diferenciava dels altres pobles turcs dels voltants. Així, el cens del 1897 no compta pas chelkans, teleuts i kumandins. Els altaics septentrionals vivien de recollir pinyes de cedre i de la cacera, i realitzen alguns treballs metal·lúrgics; encara enterraven en túmuls i mantenien l'exogàmia entre membres del seoki (Clan).
D'antuvi, els russos no van intervenir en els afers interns dels altaics. Amb la introducció de l'estatut de govern de Pobles Nadius del 1822 (estatut Speranskij), pensat per als indígenes nòmades i que establia divisions, taxes i tributs, continuaren essent nòmades. El 1904 celebraren a Toron (als marges de l'Orlok) un Congrés dels burhanistes altaics, i facilitarà l'expansió d'aquesta religió arreu d'Altai, amb la que intentaran cohesionar-se nacionalment afirmant que Oirot Khan, fill de Genguis Kan, tornaria per alliberar-los dels russos i cristians. Però només l'adoptaren els altai kizhi.
Entre gener i març del 1918 s'establí el poder soviètic a la regió; el febrer del 1918 el cap nacionalista B. I. Anuchin reuní un Congrés Constituent de l'Alt Altai i reclamà una República Oirot que agrupés altais, khakassos i tuves; però el juny del 1918 els nacionalistes locals s'aliaren amb els Guàrdies Blancs d'Alexander Koltxak. L'agost del 1919 un moviment partisà s'alçà contra ells, i l'octubre els rebels s'uniren en una sola divisió de 18.000 homes, la majoria russos, sota el comandament bolxevic dirigit per I, Tret'iak, de manera que a mitjans d'abril del 1920 restauraren el poder soviètic al país.
Els altais foren considerats com una nació per les noves autoritats soviètiques, tot seguint la política de nacionalitats ideada per Stalin. L'u de juny del 1922 es creà l'Oblast Autònom Ojrot, que el 1926 tenia 88.000 km² i 100.000 habitants, però alhora van col·lectivitzar les terres i els obligaren a sedentaritzar-se, i també ompliren el país de colons russos. Pel 7 de gener del 1948 l'Oblast Autònom Oirat es va anomenar Oblast Autònom de Gornij Altai, i la capital d'Ojrot-Tura es canviarà per Gorno-Altajsk. El percentatge de nadius era del 27,8%, que augmentaria al 29,2% el 1980.
Durant els anys 50 molts llogarrets altais foren destruïts per tal d'establir granges col·lectives i sovkhozes, de tal manera que de les 388 viles que hi havia el 1959 només en restaven 240 el 1980, i seran agrupades en poblaments de més de 1.000 habitants, cosa que alterarà la composició ètnica i l'estructura tribal dels altaics.
El 25 d'octubre del 1990 adoptaran una Declaració de Sobirania. El 1991 esdevindrà República Autònoma i el 1992 adoptarà el nom de República d'Altai; des del 1997 el president del Kurultai serà Vladilen Volkov (1939), cap de l'Associació de Veterans de l'Afganistan (1991-1994) i vicepresident del Kurultai el 1992-1997, i el primer ministres és l'altaic Valeri Chaptynov (1945-1997), fins aleshores president del Kurultai. Però la crisi econòmica del 1998 l'ha convertit en un dels indrets més endarrerits de la Federació.

## Geografia
La República d'Altai està situada a les muntanyes d'Altai, al centre d'Àsia, a la unió de la taigà siberiana, les estepes del Kazakhstan i els semideserts de Mongòlia. Els boscos cobreixen prop del 25% del territori de la república.
- Superfície : 92,600 km2 (35,800 sq mi)
- Fronteres :
  - Internes: Província de Kemerovo (N), República de Khakàssia (NE), República de Tuva (E) i Territori d'Altai (O/NO).
  - Internacionals: Mongòlia (Província de Bayan-Ölgii) (SE), Xina (prefectura d'Altai, Xinjiang) (S) i Kazakhstan (Província del Kazakhstan Oriental) (S/SO)
- Punt més alt: Mont Belukha (4.506m)
- Distància N–S màxima : 360 km
- Distància màxima E-O: 380 km

### Rius i llacs

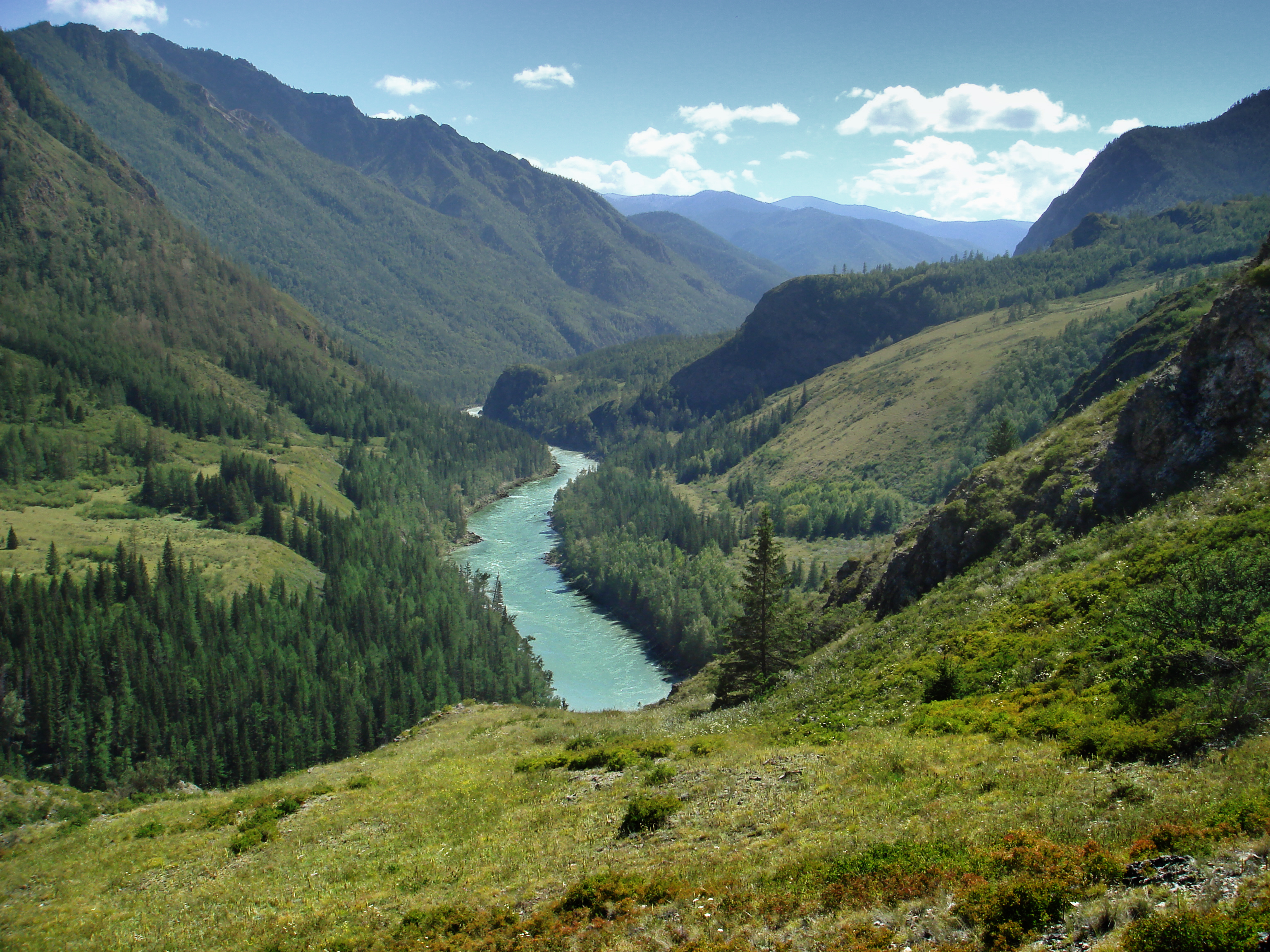
El riu Katun a la República d'Altai

Més de 20.000 afluents s'escampen per tota la muntanya de la República, amb un total de més de 60,000 quilometres (37,000 mi) de vies navegables. Els rius més grans de la república són el Katun i el Bia, tots dos neixen a les muntanyes i flueixen cap al nord. La unió dels dos rius acaba formant el riu Obi, un dels rius més llargs de Sibèria, que flueix cap al nord fins a l'oceà Àrtic.
La font del riu negre Bia és el llac Telétskoie, el llac més gran de la regió situat en una zona aïllada molt al sud de les muntanyes. El riu Katun, de color maragda, té el seu naixement a la glacera Gebler, que es troba al punt més alt de la República, el mont Belukha. El riu Katun, en particular, té un significat religiós per als altais nadius, així com per a molts russos que viuen a la zona, ja que el mont Belukha és conegut en el folklore d'Altai per ser la porta d'entrada al regne místic de Shambhala.
La xarxa hidrogràfica de la República també inclou aproximadament 7.000 estanys, que sumen una superfície total de més de 700 km2 (270 sq mi). El llac més gran és el llac Telétskoie, que té 80 km (50 mi) de llargada i 5 km (3.1 mi) d'amplada, té una superfície de 230.8 quilometres quadrats (89.1 sq mi) i té una profunditat màxima de 325 metres (1,066 ft) . Els llacs de muntanya d'Altai contenen enormes reserves d'aigua dolça de qualitat molt pura com a resultat de la seva distància de la civilització. Només el llac Telétskoie conté més de 40 kilòmetres cúbics d'aigua molt clara.
El potencial d'emmagatzematge d'aigües subterrànies s'avalua en 22 milions de metres cúbics per dia, mentre que l'ús actual constitueix uns 44,000 m3 per dia.

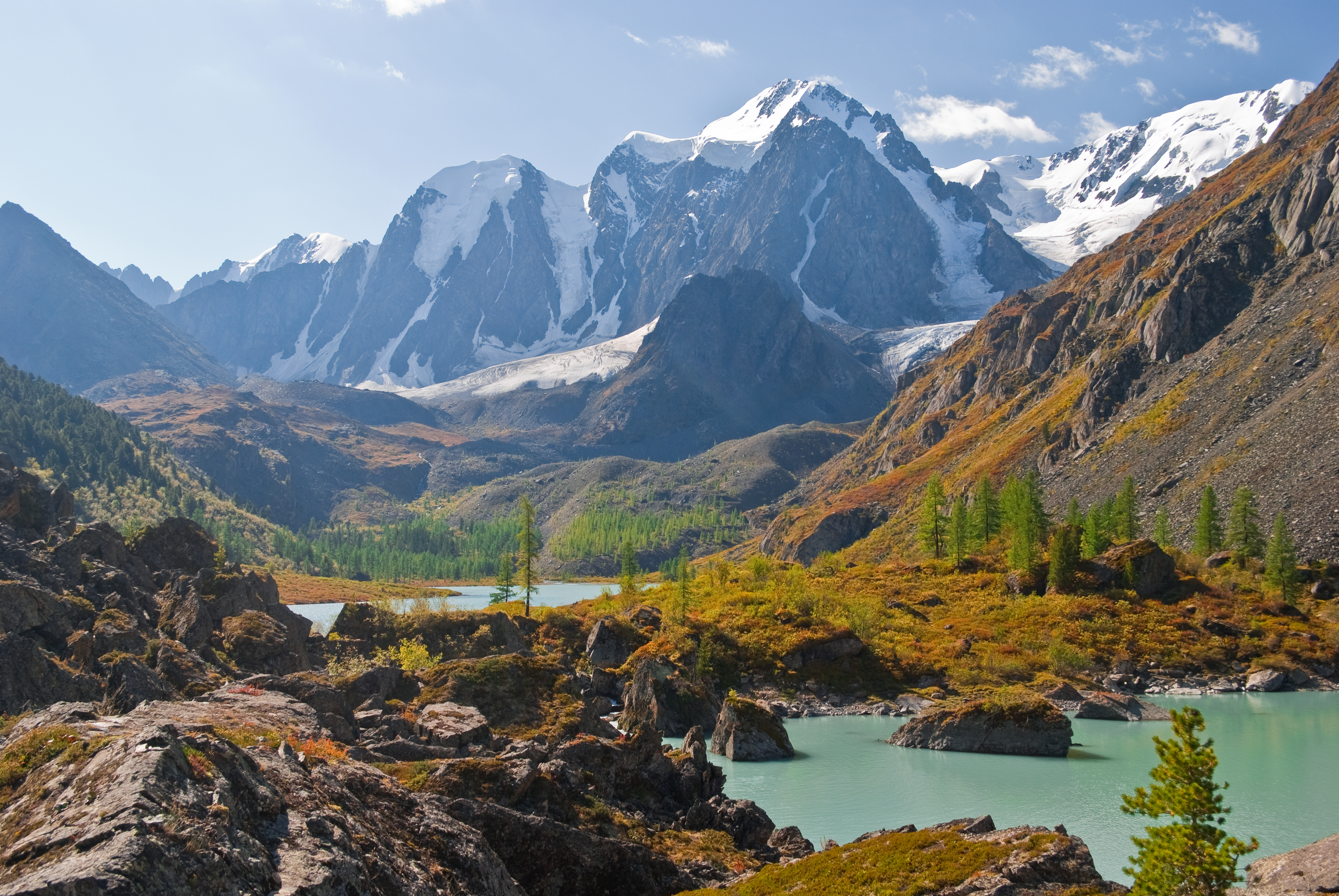
Llac Txavlo al nord de la serralada Chuiski

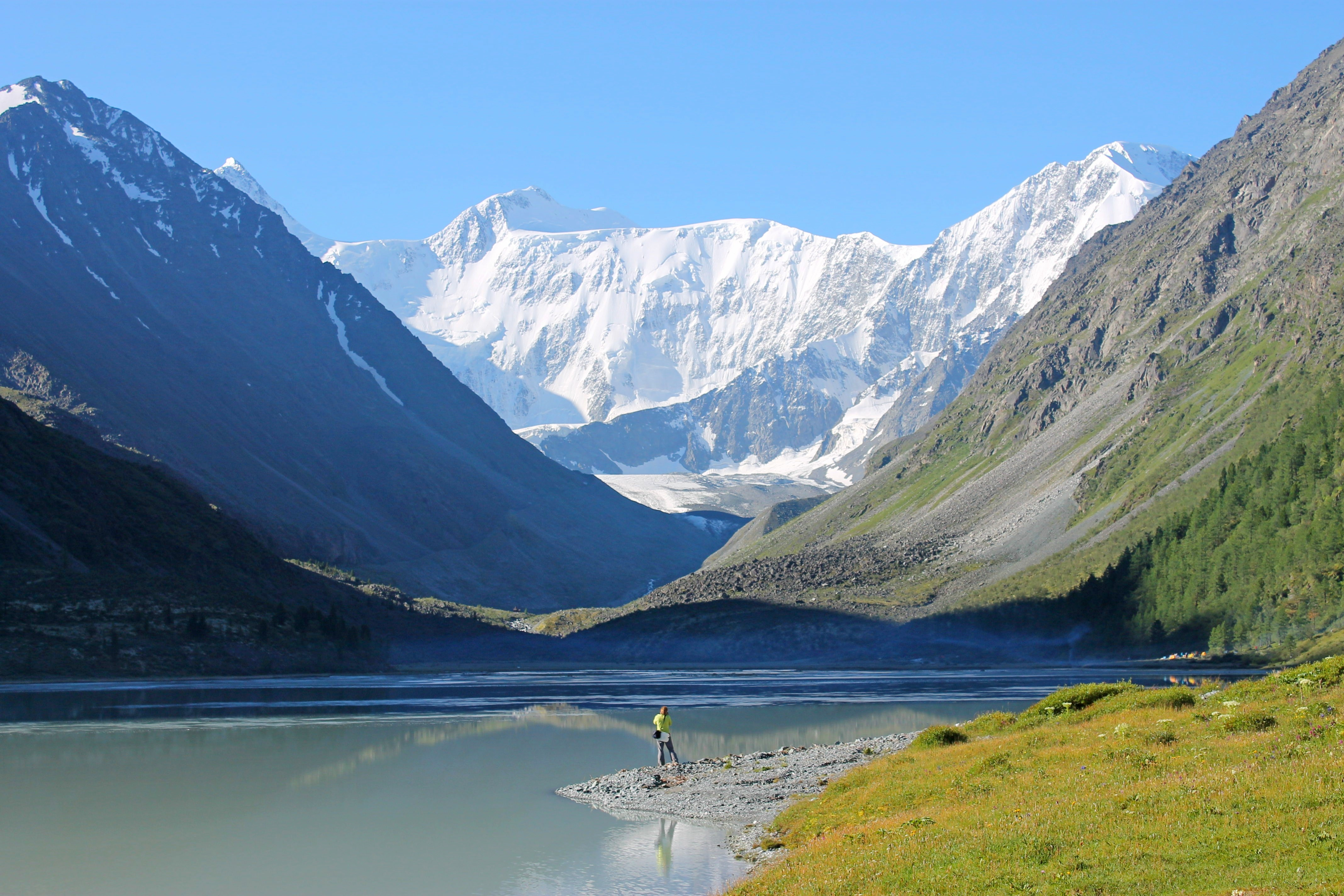
Muntanya Belukha

### Muntanyes
L'aspecte geogràfic més cridaner de la República d'Altai és el seu terreny muntanyós. La República es troba a la part russa del sistema de les muntanyes d'Altai, que cobreix una gran part de la República i continua als veïns Kazakhstan, Mongòlia i Xina. La regió continua experimentant una activitat sísmica notable periòdica, que es fa evident visualment a través de les carenes muntanyoses característicament altes i accidentades de les muntanyes, separades per valls fluvials estretes i profundes. El cim més alt de la República, el mont Belukha (4.506 m), és el punt més alt de Sibèria.

### Recursos naturals
Diverses masses d'aigua es troben entre els recursos naturals més importants de la República. Els minerals i les aigües termals són destinacions populars per turistes i locals, buscats pels seus efectes terapèutics. A més, les glaceres d'Altai contenen una gran quantitat d'aigua dolça. El volum general de gel de les glaceres d'Altai registrades arriba a un total de 57km 3, 52km 3 dels quals és aigua. L'estoc total d'aigua de les glaceres supera l'efluència mitjana anual de tots els rius Altai, que és igual a 43km 3 per any. Les glaceres més grans són Bolxoi Taldurinsky (35km 2 ), Mensu (21km 2 ), Sofiysky (17km 2 ), i Bolshoy Maashey (16km 2 ).
Els recursos minerals de la regió inclouen principalment or, plata, minerals de ferro i liti, a més d'altres petites quantitats de minerals. La gran ciutat de Barnaul al veí Krai de l'Altai es va fundar com a centre de processament de minerals de la regió d'Altai, tot i que la indústria d'extracció de minerals avui és molt més petita que en el passat.

### Clima
La república té un clima continental temperat amb estius relativament curts i suaus (juny-agost); i hiverns llargs, freds i sovint força gelats (novembre-març).
En general, el clima de la república de les zones del sud-est, com els districtes d'Ulagansky i Kosh-Agachsky, és més dur que el clima de les zones del nord menys elevades.
- Temperatura mitjana anual : +1 °C a -6,7 °C.
- Interval de temperatures del gener : -9,2 °C a -31 °C.
- Interval de temperatures del juliol : +11 °C a +19 °C.
- Precipitació mitjana anual: 100–1000mm.

## Divisions administratives
La República d'Altai està dividida administrativament en deu districtes i el districte urbà de Gorno-Altaisk. Els districtes es subdivideixen a més en noranta-dos assentaments rurals .

## Demografia
Població : 210,924 ( Cens 2021 ) 

### Estadístiques vitals
Font: Servei d'Estadística de l'Estat Federal de Rússia Arxivat 2008-04-12 a Wayback Machine. </link>
|      | Població Mitjana (× 1000) | Naixements | Morta | Canvi natural | Taxa bruta de natalitat (per 1000) | Taxa bruta de mortalitat (per 1000) | Canvi natural (per 1000) | Taxa de Fertilitat |
| ---- | ------------------------- | ---------- | ----- | ------------- | ---------------------------------- | ----------------------------------- | ------------------------ | ------------------ |
| 1970 | 168                       | 3,236      | 1,486 | 1,750         | 19.3                               | 8.8                                 | 10.4                     |                    |
| 1975 | 170                       | 3,805      | 1,724 | 2,081         | 22.4                               | 10.1                                | 12.2                     |                    |
| 1980 | 175                       | 3,841      | 2,082 | 1,759         | 21.9                               | 11.9                                | 10.1                     |                    |
| 1985 | 185                       | 4,256      | 2,097 | 2,159         | 23.0                               | 11.3                                | 11.7                     |                    |
| 1990 | 194                       | 3,753      | 2,126 | 1,627         | 19.3                               | 10.9                                | 8.4                      | 2,52               |
| 1991 | 196                       | 3,579      | 2,064 | 1,515         | 18.2                               | 10.5                                | 7.7                      | 2,41               |
| 1992 | 197                       | 3,263      | 2,271 | 992           | 16.6                               | 11.5                                | 5.0                      | 2,25               |
| 1993 | 197                       | 2,878      | 2,630 | 248           | 14.6                               | 13.4                                | 1.3                      | 2,00               |
| 1994 | 198                       | 2,931      | 2,875 | 56            | 14.8                               | 14.5                                | 0.3                      | 2,03               |
| 1995 | 199                       | 2,853      | 2,637 | 216           | 14.3                               | 13.2                                | 1.1                      | 1,93               |
| 1996 | 200                       | 2,704      | 2,567 | 137           | 13.5                               | 12.8                                | 0.7                      | 1,80               |
| 1997 | 200                       | 2,686      | 2,547 | 139           | 13.4                               | 12.7                                | 0.7                      | 1,77               |
| 1998 | 201                       | 2,923      | 2,367 | 556           | 14.5                               | 11.8                                | 2.8                      | 1,89               |
| 1999 | 202                       | 2,742      | 2,536 | 206           | 13.6                               | 12.6                                | 1.0                      | 1,74               |
| 2000 | 203                       | 2,907      | 2,645 | 262           | 14.3                               | 13.0                                | 1.3                      | 1,82               |
| 2001 | 203                       | 3,033      | 2,870 | 163           | 14.9                               | 14.1                                | 0.8                      | 1,87               |
| 2002 | 203                       | 3,252      | 3,061 | 191           | 16.0                               | 15.1                                | 0.9                      | 1,98               |
| 2003 | 203                       | 3,392      | 3,173 | 219           | 16.7                               | 15.7                                | 1.1                      | 2,04               |
| 2004 | 202                       | 3,513      | 3,015 | 498           | 17.4                               | 14.9                                | 2.5                      | 2,08               |
| 2005 | 202                       | 3,502      | 3,170 | 332           | 17.3                               | 15.7                                | 1.6                      | 2,03               |
| 2006 | 202                       | 3,395      | 2,837 | 558           | 16.8                               | 14.1                                | 2.8                      | 1,93               |
| 2007 | 202                       | 4,066      | 2,574 | 1,492         | 20.1                               | 12.7                                | 7.4                      | 2,29               |
| 2008 | 203                       | 4,442      | 2,549 | 1,893         | 21.9                               | 12.5                                | 9.3                      | 2,48               |
| 2009 | 204                       | 4,266      | 2,492 | 1,774         | 20.9                               | 12.2                                | 8.7                      | 2,48               |
| 2010 | 206                       | 4,224      | 2,508 | 1,716         | 20.6                               | 12.2                                | 8.3                      | 2,48               |
| 2011 | 207                       | 4,719      | 2,529 | 2,190         | 22.7                               | 12.2                                | 10.5                     | 2,84               |
| 2012 | 209                       | 4,693      | 2,416 | 2,277         | 22.4                               | 11.5                                | 10.9                     | 2,91               |
| 2013 | 211                       | 4,442      | 2,392 | 2,027         | 21.1                               | 11.3                                | 9.8                      | 2,82               |
| 2014 | 213                       | 4,404      | 2,365 | 2,039         | 20.7                               | 11.1                                | 9.6                      | 2,88               |
| 2015 | 214                       | 4,022      | 2,347 | 1,675         | 18.7                               | 10.9                                | 7.8                      | 2,68               |
| 2016 | 216                       | 3,911      | 2,151 | 1,760         | 18.1                               | 10.0                                | 8.1                      | 2,63(e)            |
| 2017 | 217                       | 3,443      | 2,099 | 1,344         | 15.8                               | 9.6                                 | 6.2                      |                    |

### Grups ètnics
Segons el cens de 2021, els russos ètnics representen el 53,7% de la població de la república, i els indígenes Altai representen el 37,0%. Altres grups inclouen kazakhs (6,4%), juntament amb grups més petits, cadascun representant menys del 0,5% de la població total.
| Grups Ètnics | Cens de 1926 | Cens de 1926 | Cens de 1939 | Cens de 1939 | Cens de 1959 | Cens de 1959 | Cens de 1970 | Cens de 1970 | Cens de 1979 | Cens de 1979 | Cens de 1989 | Cens de 1989 | Cens de 2002 | Cens de 2002 | Cens 2010 | Cens 2010 | Cens 2021 | Cens 2021 |
| Grups Ètnics | Número       | %            | Número       | %            | Número       | %            | Número       | %            | Número       | %            | Número       | %            | Número       | %            | Número    | %         | Número    | %         |
| ------------ | ------------ | ------------ | ------------ | ------------ | ------------ | ------------ | ------------ | ------------ | ------------ | ------------ | ------------ | ------------ | ------------ | ------------ | --------- | --------- | --------- | --------- |
| Altais       | 42.213 1     | 42,4%        | 39.285       | 24,2%        | 38.019       | 24,2%        | 46.750       | 27,8%        | 50.203       | 29,2%        | 59.130       | 31,0%        | 68.027 2     | 33,6%        | 69.963 3  | 34,5%     | 73.242    | 37,0% 4   |
| Russos       | 51.813       | 52,0%        | 114.209      | 70,4%        | 109.661      | 69,8%        | 110.442      | 65,6%        | 108.795      | 63,2%        | 115.188      | 60,4%        | 116.510      | 57,5%        | 114.802   | 56,6%     | 106.258   | 53,7%     |
| Kazakhs      | 2.326        | 2,3%         | 4.280        | 2,6%         | 4.745        | 3,0%         | 7.170        | 4,3%         | 8.677        | 5,0%         | 10.692       | 5,6%         | 12.108       | 6,0%         | 12.524    | 6,2%      | 12.647    | 6,4%      |
| Altres       | 3.309        | 3,3%         | 4.405        | 2,7%         | 4.736        | 3,0%         | 3.899        | 2,3%         | 4.365        | 2,5%         | 5.821        | 3,1%         | 5.914        | 2,9%         | 5.447     | 2,7%      | 5.741     | 2,9%      |

1. incloent 3.414 telengits, 1.384 kumandins i 344 teleuts
2. incloent 2.368 Telengits, 1.533 Tubalars, 931 Kumandins, 830 Chelkans, 141 Shors i 32 Teleuts
3. incloent 3.648 Telengits, 1.891 Tubalars, 1.062 Kumandins, 1.113 Chelkans i 87 Shors
4. incloent 2.587 Telengits, 3.424 Tubalars, 1.037 Kumandins, 1.170 Chelkans i 91 Shors
5. 3.432 persones estaven registrades a partir de bases de dades administratives, i no podien declarar una ètnia. S'estima que la proporció d'ètnies d'aquest grup és la mateixa que la del grup declarat.[8]

## Política
El cap de govern de la República d'Altai és el cap de la República, elegit popularment per un mandat de quatre anys. A data de 2023, el cap de la República és Oleg Khorokhordin, que va succeir a Alexander Berdnikov en aquest càrrec. L'òrgan legislatiu suprem de la república és l' Assemblea estatal—El Kurultai, amb 41 diputats elegits popularment cada quatre anys. Igor Yaimov és l'actual president de l'Assemblea Estatal-El Kurultai des de gener de 2002.
La Constitució de la República es va aprovar el 7 de Juny del 1997.

## Economia
La República d'Altai és una regió altament agrícola. Tanmateix, té alguna indústria que inclou productes alimentaris, metal·lúrgia no ferrosa, productes químics, mineria d'or, calçat, lactis i fusta. El turisme també ha començat a ser una part important de l'economia, i han aparegut un nombre important de nous hotels i resorts.

### Transport

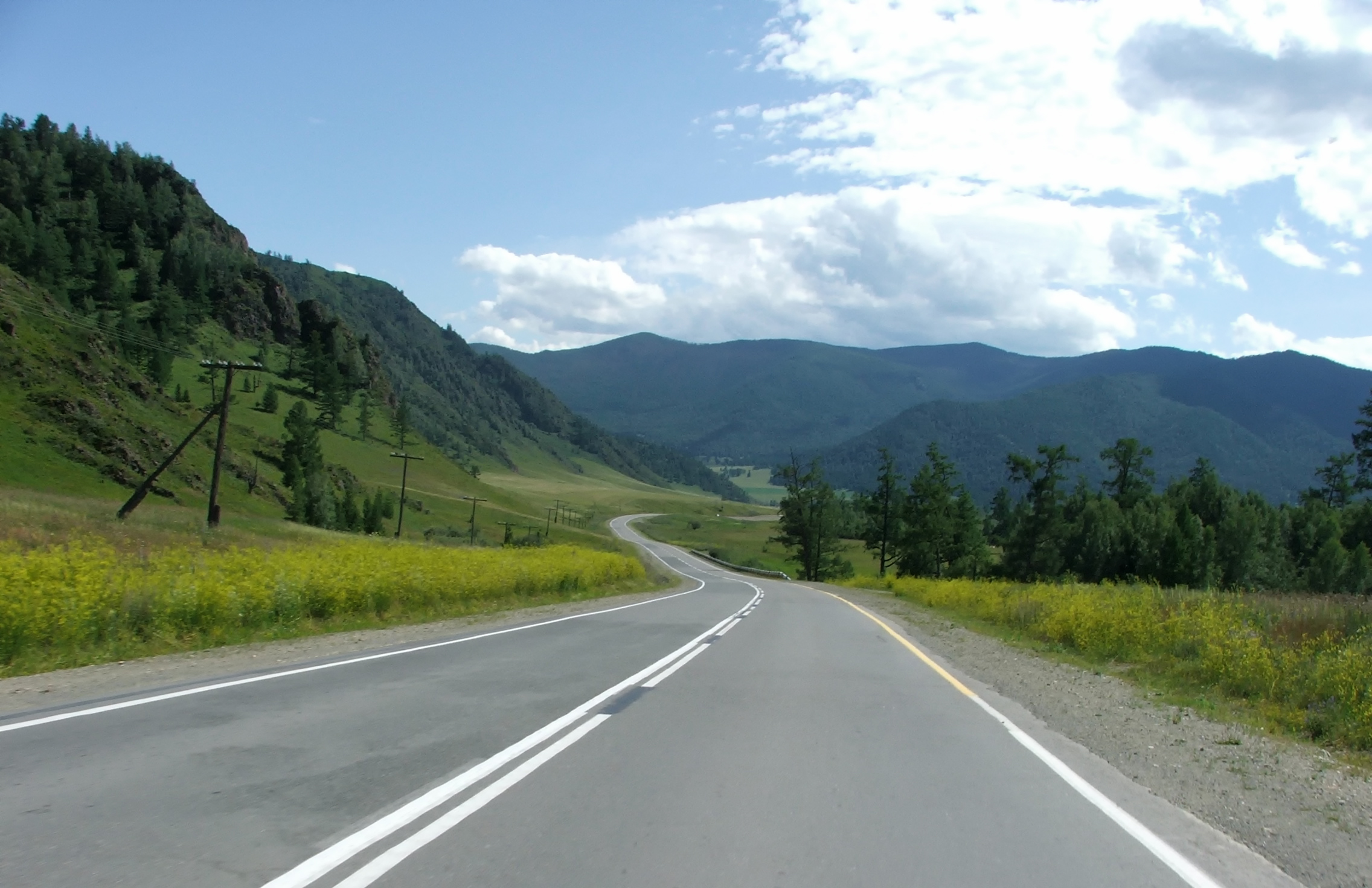
Pas de Seminski del Trassat de Chuiski

La República d'Altai és una de les poques divisions polítiques russes sense accés ferroviari. La carretera asfaltada principal és el Trassat Chuiski, que abasta la república des de la capital Gorno-Altaisk al nord fins a la frontera amb Mongòlia al sud. La carretera asfaltada principal de la república s'obre pas per les escarpades muntanyes d'Altai. Un sistema de taxis i autobusos transporta gent entre assentaments. Dins dels assentaments, la gent generalment camina o munta a cavall.
Els helicòpters s'utilitzen per al transport d'emergència, per subministrar llocs avançats del govern remots i per turistes rics. El 2012, la capacitat de la pista de l'aeroport de Gorno-Altaisk, prop de la capital de la república, es va duplicar. El juny d'aquell mateix any, l'S7 Airlines va començar a operar vols directes amb Moscou. Abans d'això, els passatgers solien volar per Barnaul al Krai d'Altai o Novosibirsk.

### Turisme
Amb la dissolució de la Unió Soviètica, la indústria turística de la República d'Altai s'ha expandit molt. Tot i que els russos rics de les regions russes veïnes són el tipus de turista més comú a Altai, l'interès estranger també ha crescut a la zona, sobretot a causa de la importància espiritual de la zona.
Les destinacions turístiques populars tendeixen a concentrar-se al nord, on les carreteres són més accessibles. També es troben gairebé íntegrament al llarg de l'autopista Chuiski, que és la carretera principal des del nord cap a les muntanyes. El nord també és significativament més càlid que les zones elevades del sud, que solen ser fredes fins i tot a l'estiu.
Alguns dels llocs turístics més coneguts de la República d'Altai inclouen el llac Aia, un popular lloc de bany, i la pintoresca regió de Chemal. Els viatgers més aventurers de vegades visiten el llac Telétskoie o el mont Belukha, més remots, al sud.

## Religió
Hi ha diferents religions presents a Altai. Segons una enquesta de 2012, el 27,6% de la població s'adhereix a l'Església Ortodoxa Russa. Les segones religions més populars són les religions ètniques i naturals, a saber, elRodisme (fe nativa eslava), tengrianisme (fe nativa dels asiàtics centrals) i burkhanisme, que constitueixen en total el 13% de la població. El 6% de la població segueix l'islam, el 2% l'hinduisme (incloent els moviments eslau-vèdics, krishnaïtes i tàntrics), l'1% són vells creients i l'1% són protestants. El 25% de la població és "espiritual però no religiosa", el 14% és atea i el 7,4% segueix altres religions o no ha contestat la pregunta.
La religió tradicional dels altaians nadius és el xamanisme tengrianista, reviscut pels moviments tengrianistes moderns i el burkhanisme. Els russos ètnics practiquen principalment el cristianisme ortodox rus i el Rodisme (fe nativa eslava), mentre que els kazakhs són tradicionalment musulmans. El budisme tibetà també ha començat recentment a fer algunes incursions a través de les veïnes Mongòlia i Tuva.
Es desconeix quan el budisme va entrar a Altai, però en diversos períodes de la història, el krai de l'Altai i la seva població es van trobar sotmesos totalment o parcialment als estats veïns, on el budisme era l'oficial o una de les religions oficials: l'estat del Kitans (segles X-XII), l'Imperi Mongol (segles XIII-XIV) i el Kanat de Jungar (segles XVII-XVIII).
Des de 1904 fins a la dècada de 1930, un nou moviment religiós anomenat burkhanisme (o Ak Jang, la "fe blanca") es va popularitzar entre els nadius altais. La religió es va originar a Altai i emfatitzava l'aspecte "blanc" de la pràctica xamànica. El burkhanisme continua sent un component important de la consciència nacional d'Altai i actualment s'està recuperant de diverses formes juntament amb la cultura indígena d'Altai en general.
Els seguidors pagans russos sovint van en pelegrinatge al mont Belukha, que és considerat com la ubicació de Shambhala tant per alguns pagans com pels locals d'Altai. Sovint es poden trobar manifestacions d'espiritualitat xamànica a la regió; per exemple, en punts al llarg del riu Katun, se sap que els creients locals de les religions xamàniques lliguen llaços blancs als arbres propers i deixen ofrenes de monedes o menjar als esperits. Encara que el xamanisme és molt menys practicat avui dia, està recuperant popularitat com a resultat de la nova llibertat religiosa després de l'enfonsament de la Unió Soviètica.

## Cultura
La cultura indígena Altai considera que les terres d'Altai són sagrades. Les llengües indígenes (turqueses) es centren en la custòdia de les terres. La història oral d'Altai la transmeten els cantants de gola. La cultura Altai va ser reprimida durant l'època soviètica i des de llavors ha anat recuperant-se. Els clans de les deu regions es reuneixen al poble de Ielo per a una celebració cultural biennal.
També hi ha un gran contingent de "vells creients" que van fugir a Altai quan es van separar de l'Església ortodoxa russa fa més de 300 anys.
Les Muntanyes daurades, Patrimoni de la Humanitat per la UNESCO, protegeixen l'altiplà d'Ukok, on hi ha moltes pedres dretes i kurgans. Encara que els arqueòlegs consideren que el kurgans són llocs d'enterrament, els indígenes creuen que són instruments magnètics molt refinats per dirigir el flux d'energia còsmica cap a la Terra. Per tant, hi ha una gran indignació local per l'excavació i l'eliminació de la Donzella de gel siberiana, una extraordinària mòmia de 2.500 anys que s'havia conservat al permafrost.
Gorno-Altaisk és la ubicació del Museu Nacional de la República d'Altai, que acull la mòmia, la "Princesa Altai", la Biblioteca Nacional de la República d'Altai, el Teatre Nacional de la República d'Altai i la Casa Municipal de Cultura.
La festa nacional Maslenitsa, Nowruz, Chaga - Bayram, celebrada regularment, va rebre el febrer de 2013 l'estatus oficial de celebració republicana.
El 2013, la República d'Altai va participar al concurs de cançons de Turkvisió. La cançó de la República d'Altai va ser la "Altayym Menin" interpretada per Artur Marlujokov. La República d'Altai va quedar en cinquena posició en el concurs.

### Citacions
1. ↑  «news-city.info». altaj.news-city.info. [Consulta: 31 desembre 2022].
2. ↑  «Статья 4. Правовое положение языков | ГАРАНТ». base.garant.ru.
3. ↑  «Wild Sightings in the Altai». altaiassistanceproject.org. Arxivat de l'original el 21 novembre 2008. [Consulta: 10 agost 2016].
4. ↑  «Altai Republic, Russia». Arxivat de l'original el 2007-01-01. [Consulta: 28 desembre 2006].
5. ↑  БГД Arxivat 2018-02-19 a Wayback Machine..
6. ↑  Каталог публикаций::Федеральная служба государственной статистики Arxivat 2018-12-24 a Wayback Machine..
7. ↑  «Национальный состав населения».  Federal State Statistics Service. [Consulta: 30 desembre 2022].
8. ↑  Перепись-2010: русских становится больше Arxivat 2018-12-25 a Wayback Machine..
9. ↑  James Brooke. «Altai Republic slowly opening up to outside world». www.telegraph.co.uk, 27-03-2013. Arxivat de l'original el 26 març 2014.
10. ↑  Zhukovskaia, N. L. Anthropology & Archeology of Eurasia, 39, 4, 01-04-2001, pàg. 50–51. DOI: 10.2753/AAE1061-1959390450. ISSN: 1061-1959.
11. ↑  «Home - Sustainability – Syracuse University». sustainability.syr.edu. Arxivat de l'original el 5 setembre 2006.